# グレープフルーツジュース

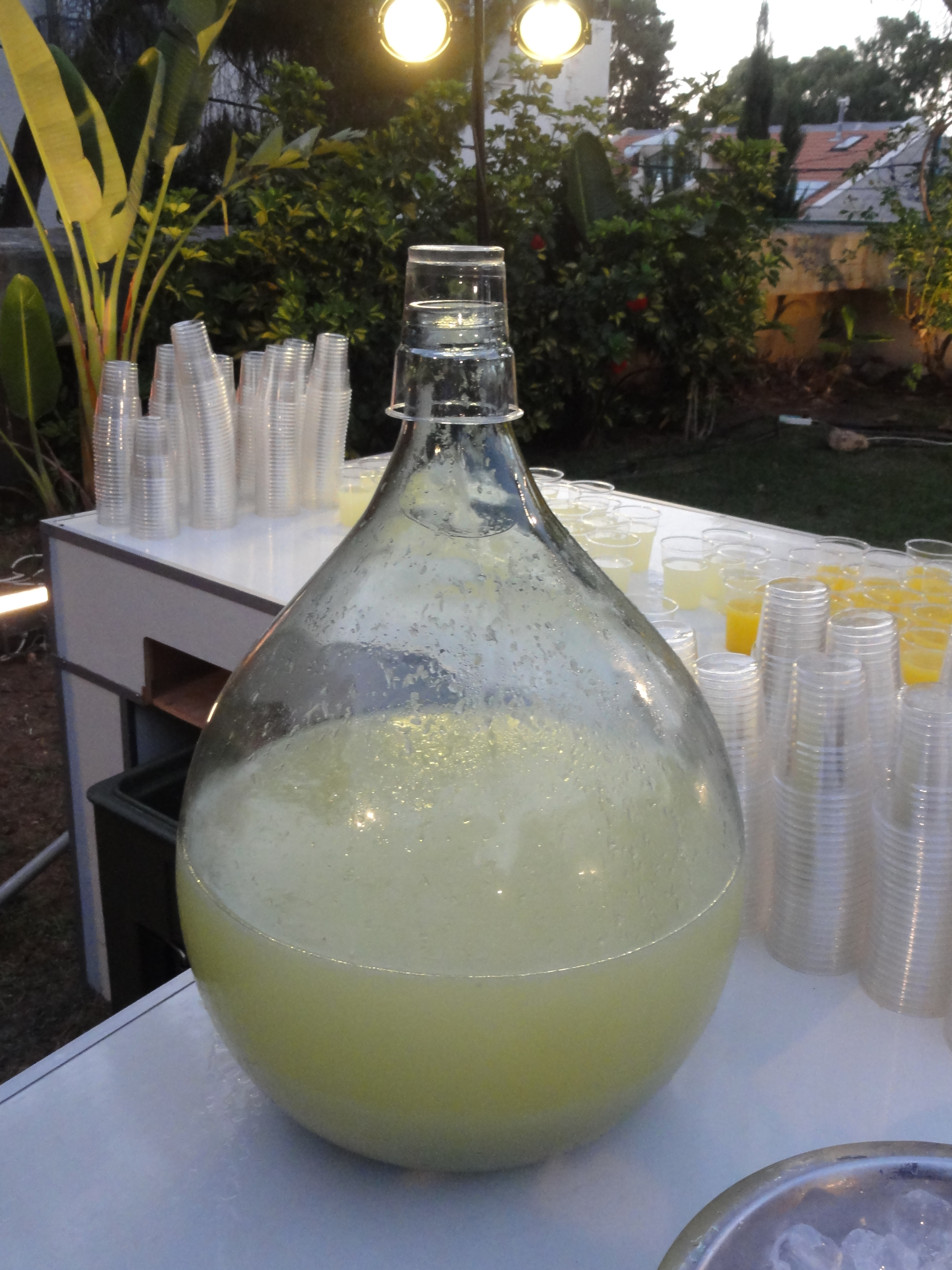
グレープフルーツジュース

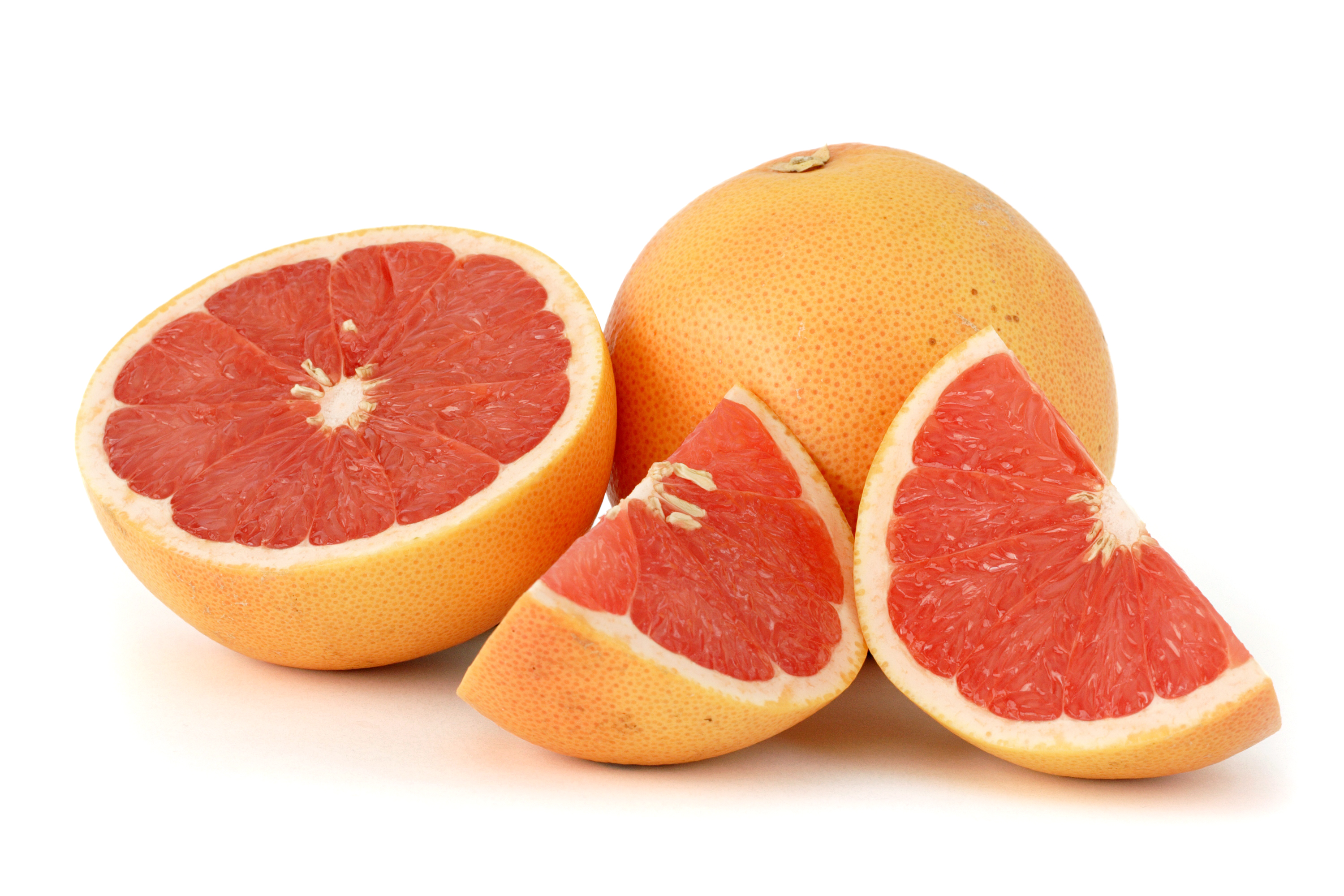
スライスされたピンクグレープフルーツ。

グレープフルーツジュース（英: Grapefruit juice）は、グレープフルーツの果実を搾ることで得られる、果汁（ジュース）である。
グレープフルーツジュースは、ビタミンCが豊富で、ぴりっとした甘さからとても酸っぱいものもある。様々な種類があり、ホワイトグレープフルーツやピンクグレープフルーツ、ルビーレッドグレープフルーツなどがある。
なお、そのまま飲用される他にも、例えばスプモーニ、ソルティ・ドッグ、チャイナ・ブルーなどのように、カクテルの材料として使われる例もある。

## 薬物との相互作用
グレープフルーツジュースやグレープフルーツは、シトクロムP450のスーパーファミリーを構成する分子種の1つであるCYP3A4を阻害することが知られている。多種多様な薬物の代謝に影響を与え、生物学的利用能を増大させる（つまり薬の作用が想定しているよりも、強くなり過ぎるのである）。例えば、アステミゾールやテルフェナジンでは、致命的な薬物相互作用を起こしたため、それらの医薬品が市場から撤退した一因となった。
グレープフルーツに含まれる、CYP3A4を阻害する主要成分としてはフラノクマリン誘導体の6',7'-デヒドロキシベルガモチンとベルガモチン、これらの二量体であるGF-I-1、GF-I-4の4つが発見されている。
これらの成分は主に小腸において、CYP3A4に直接結合して不可逆的に阻害し、その作用は3-4日継続するため、同時に摂取することを禁止するのではなく、服薬前後のグレープフルーツジュースの摂取自体を禁止する必要がある。この作用は、グレープフルーツジュースを最後に飲んでから3日から7日継続する。特に肝硬変や、複数の薬を飲んでいる高齢者では、このグレープフルーツジュースと薬物の相互作用の影響が強く出て、健康被害が生じ易くなる。
ある薬剤では、最高血中濃度がグレープフルーツジュースと同時に摂取した場合には約3倍に、グレープフルーツジュースを5日間定期的に飲んだ後では約5倍である。また異なる薬剤間での血中濃度の高まり方は一律ではなく、大きく異なる。シンバスタチンでは、12倍から13.5倍の血中濃度となった。
およそ85種類の薬と薬物相互作用を起こし、そのうち約半数の種類の薬では重篤な副作用を起こして、死亡にかかわる危険性がある。
グレープフルーツ摂取の影響で、CYP3A4による代謝が阻害される薬剤の種類としては、マクロライド系抗生物質、抗真菌薬、オピオイド、カルシウム拮抗剤、多くのベンゾジアゼピン、一部の抗うつ薬や抗精神病薬など、他にも多様である。
増強する薬の例として以下のものが挙げられる。
- オキシコドン
- ジアゼパム
- アルプラゾラム
- ロラゼパム
- ロフラゼプ酸エチル
- ミダゾラム
- トリアゾラム
- クアゼパム[7]
- カルバマゼピン（テグレトール）
- シクロスポリン
- デキストロメトルファン
- フェロジピン
- ケタミン
- シルデナフィル（バイアグラ）
- いくつかの種類の抗ヒスタミン薬
  - アステミゾール
  - テルフェナジン
- ワルファリン
- リドカイン
- タダラフィル
- ウパダシチニブ

研究は積み重ねられているが、2010年の時点で、医師や薬剤師に対して正確な情報が提供されていなかったり、添付文書に最新の知見が反映されていなかったりする。
適切な量のグレープフルーツジュースを飲む程度であれば、スタチンとの併用を避ける必要はないとの文献が存在する。グレープフルーツジュースとスタチンを併用している患者の横紋筋融解症の発症は10,000人に1人程度であり、グレープフルーツジュースを適量でよく飲む患者であるならば、スタチンの減量で対応できるとしている。

## 健康
ハーバード大学医学部によると、グレープフルーツジュースにはフラボノイドが豊富に含まれており、野菜や果物と同様に、物忘れを防ぐ効果がある。
また、杏林大学医学部教授の古賀良彦協力研究による、アメリカ合衆国フロリダ州政府柑橘局の2015年の発表では、60℃に温めたホットグレープフルーツジュースを飲むと、常温水・常温グレープフルーツジュースを飲んだ時よりも「計算問題達成数」、「落ち着き」、「気分の良さ」の3点すべてにおいて高い点数を獲得したことがわかっている。グレープフルーツジュースは、常温とホット双方にて前頭葉の脳血流量が増加し、脳の活性化が示されたが、とりわけホットグレープフルーツジュースはその効果が持続されており、この事から『勉強前や勉強の合間にホットグレープフルーツジュースを飲むと、集中力を高め勉強の効率化を図りやすい』とコメントしている。